# Кутузов, Борис Васильевич
Борис Васильевич Кутузов (умер в 1501) — окольничий.
В 1495 был послом Ивана III к литовскому великому князю Александру. Среди бумаг Иосифова-Волоколамского монастыря находилась грамота Иосифа Волоцкого к Кутузову и его духовное завещание.